# Террелл Брендон
Томас Террелл Брендон (англ. Thomas Terrell Brandon, нар. 20 травня 1970, Портленд, Орегон, США) — американський професіональний баскетболіст, що грав на позиції розігруючого захисника за декілька команд НБА.

## Ігрова кар'єра
Починав грати у баскетбол у команді старшої школи Гранта (Портленд, Орегон), яку приводив до чемпіонства штату. На університетському рівні грав за команду Орегон (1989–1991).
1991 року був обраний у першому раунді драфту НБА під загальним 11-м номером командою «Клівленд Кавальєрс». Захищав кольори команди з Клівленда протягом наступних 6 сезонів, перші три з яких був резервним гравцем Марка Прайса. 1997 року був лідером команди за очками, асистами та перехопленнями. Того ж року отримав Приз за спортивну поведінку НБА.
З 1997 по 1999 рік грав у складі «Мілвокі Бакс».
Останньою ж командою в кар'єрі гравця стала «Міннесота Тімбервулвз», до складу якої він приєднався 1999 року і за яку відіграв 3 сезони.

## Статистика виступів

### Регулярний сезон
| Сезон              | Команда                 | GP  | GS  | MPG  | FG%  | 3P%  | FT%   | RPG | APG | SPG | BPG | PPG  |
| ------------------ | ----------------------- | --- | --- | ---- | ---- | ---- | ----- | --- | --- | --- | --- | ---- |
| 1991–1992          | «Клівленд Кавальєрс»    | 82  | 9   | 19.6 | .419 | .043 | .806  | 2.0 | 3.9 | 1.0 | 0.3 | 7.4  |
| 1992–1993          | «Клівленд Кавальєрс»    | 82  | 8   | 19.8 | .478 | .310 | .825  | 2.2 | 3.7 | 1.0 | 0.3 | 8.8  |
| 1993–1994          | «Клівленд Кавальєрс»    | 73  | 10  | 21.2 | .420 | .219 | .858  | 2.2 | 3.8 | 1.2 | 0.2 | 8.3  |
| 1994–1995          | «Клівленд Кавальєрс»    | 67  | 41  | 29.3 | .448 | .397 | .855  | 2.8 | 5.4 | 1.6 | 0.2 | 13.3 |
| 1995–1996          | «Клівленд Кавальєрс»    | 75  | 75  | 34.3 | .465 | .387 | .887  | 3.3 | 6.5 | 1.8 | 0.4 | 19.3 |
| 1996–1997          | «Клівленд Кавальєрс»    | 78  | 78  | 36.8 | .438 | .373 | .902  | 3.9 | 6.3 | 1.8 | 0.4 | 19.5 |
| 1997–1998          | «Мілвокі Бакс»          | 50  | 48  | 35.7 | .464 | .333 | .846  | 3.5 | 7.7 | 2.2 | 0.3 | 16.8 |
| 1998–1999          | «Мілвокі Бакс»          | 15  | 14  | 33.7 | .409 | .250 | .839  | 3.5 | 6.9 | 1.6 | 0.2 | 13.5 |
| 1998–1999          | «Міннесота Тімбервулвз» | 21  | 20  | 33.9 | .425 | .263 | .830  | 3.9 | 9.8 | 1.9 | 0.3 | 14.2 |
| 1999–2000          | «Міннесота Тімбервулвз» | 71  | 71  | 36.4 | .466 | .402 | .899  | 3.4 | 8.9 | 1.9 | 0.4 | 17.1 |
| 2000–2001          | «Міннесота Тімбервулвз» | 78  | 78  | 36.2 | .451 | .363 | .871  | 3.8 | 7.5 | 2.1 | 0.3 | 16.0 |
| 2001–2002          | «Міннесота Тімбервулвз» | 32  | 28  | 30.1 | .425 | .174 | .988  | 2.9 | 8.3 | 1.6 | 0.2 | 12.4 |
| Усього за кар'єру  | Усього за кар'єру       | 724 | 480 | 29.8 | .448 | .355 | .873  | 3.0 | 6.1 | 1.6 | 0.3 | 13.8 |
| В іграх усіх зірок | В іграх усіх зірок      | 2   | 0   | 18.5 | .381 | .375 | 1.000 | 2.9 | 5.5 | 1.5 | 0.5 | 10.5 |

### Плей-оф
| Сезон             | Команда                 | GP | GS | MPG  | FG%  | 3P%  | FT%   | RPG | APG | SPG | BPG | PPG  |
| ----------------- | ----------------------- | -- | -- | ---- | ---- | ---- | ----- | --- | --- | --- | --- | ---- |
| 1992              | «Клівленд Кавальєрс»    | 12 | 0  | 13.1 | .400 | .000 | .750  | 1.8 | 2.5 | 0.3 | 0.1 | 3.9  |
| 1993              | «Клівленд Кавальєрс»    | 8  | 0  | 16.5 | .435 | .400 | 1.000 | 2.1 | 2.1 | 0.9 | 0.4 | 6.4  |
| 1994              | «Клівленд Кавальєрс»    | 3  | 0  | 18.7 | .632 | .000 | .667  | 1.3 | 1.7 | 0.3 | 0.0 | 8.7  |
| 1996              | «Клівленд Кавальєрс»    | 3  | 3  | 41.7 | .447 | .333 | .867  | 3.0 | 8.0 | 1.3 | 0.3 | 19.3 |
| 1999              | «Міннесота Тімбервулвз» | 4  | 4  | 40.3 | .449 | .600 | .923  | 7.5 | 7.0 | 2.3 | 0.5 | 19.3 |
| 2000              | «Міннесота Тімбервулвз» | 4  | 4  | 40.5 | .508 | .364 | .909  | 5.8 | 8.5 | 0.8 | 0.0 | 19.5 |
| 2001              | «Міннесота Тімбервулвз» | 4  | 4  | 38.3 | .435 | .444 | 1.000 | 4.3 | 6.3 | 1.9 | 0.5 | 15.3 |
| Усього за кар'єру | Усього за кар'єру       | 38 | 15 | 24.9 | .457 | .381 | .897  | 3.2 | 4.3 | 0.8 | 0.2 | 10.5 |